# Gražvydas Mikulėnas
Gražvydas Mikulėnas (ur. 16 grudnia 1973 w Wilnie) – piłkarz litewski występujący na pozycji napastnika. W polskiej pierwszej lidze wystąpił 114 razy, strzelając 31 bramek. Przez wiele lat był zawodnikiem klubów polskich, najdłużej Polonii Warszawa, z którą w 1998 roku zdobył wicemistrzostwo, a w 2000 roku mistrzostwo kraju. Później grał krótko w Chorwacji i Grecji. Od 2008 roku występował w GKS-ie Katowice, od 2006 roku grał w Ruchu Chorzów, a od 2009 roku w Wigrach Suwałki.
24 września 1997 w przegranym 0:2 spotkaniu z Polską zadebiutował w barwach reprezentacji Litwy. Z drużyną Croatii Zagrzeb występował w Lidze Mistrzów. W sezonie 2010/2011 w rozgrywkach Pucharu Polski zdobył 4 bramki i razem z Artiom Rudniewem i Bartoszem Ślusarskim został królem strzelców tych rozgrywek.
28 maja 2012 podjął decyzję o zakończeniu kariery. Od 10 października 2012 roku był trenerem napastników w Wigrach Suwałki.